# Escola de Educação Básica Dom Joaquim
A Escola de Educação Básica Dom Joaquim é uma escola pública brasileira, localizada no município de Braço do Norte, Santa Catarina.

## História
Foi fundada em 1 de agosto de 1923, com o nome de Escola Paroquial Dom Joaquim, homenageando seu patrono, Dom Joaquim. Seu primeiro diretor foi Nicolau Gesing. Seus primeiros professores foram Antônio Rohden, Pedro Scharf e Roberto Kniess, com 122 alunos matriculados.
Em 17 de janeiro de 1930 foi denominado Grupo Escolar Arquidiocesano Dom Joaquim Domingues de Oliveira. Eram professores nesta época: Pedro Michels, Pedro Scharf, Isaltina E. Nunes e Antônio Rohden, sendo diretor Jacó Luiz Nebel.

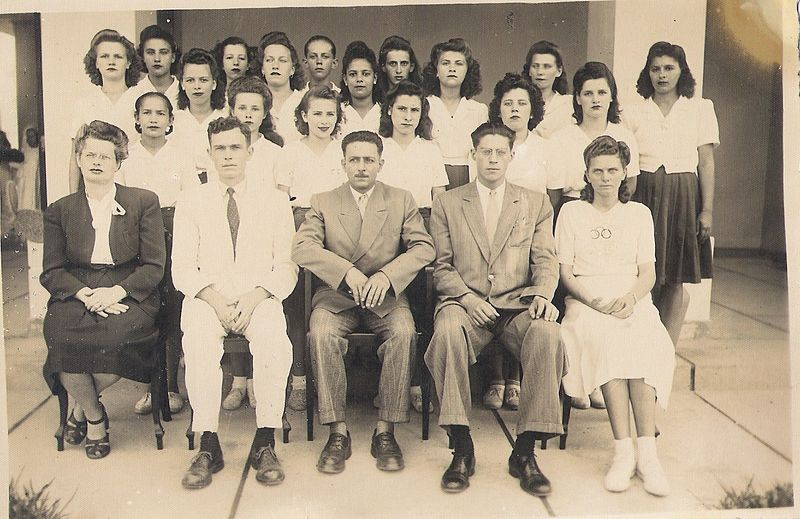
Sentados, da esquerda para a direita: Olga Horn de Arruda, Lauro Locks, Alvim Martins, Valmor Uliano e Olandina Schlickmann da Cunha
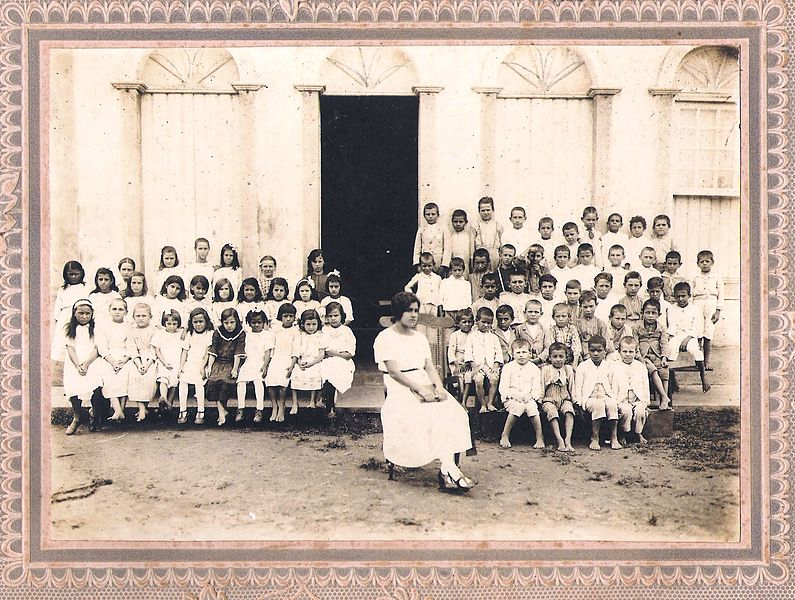
Escola Pública Mixta de Collaçópolis, 14 de março de 1923. Professora Isaltina E. Nunes ao sr. Jacob B. Uliano e exma. família, ofereço a minha photographya, juntamente com os meus discípulos, em prova de sincera amizade.
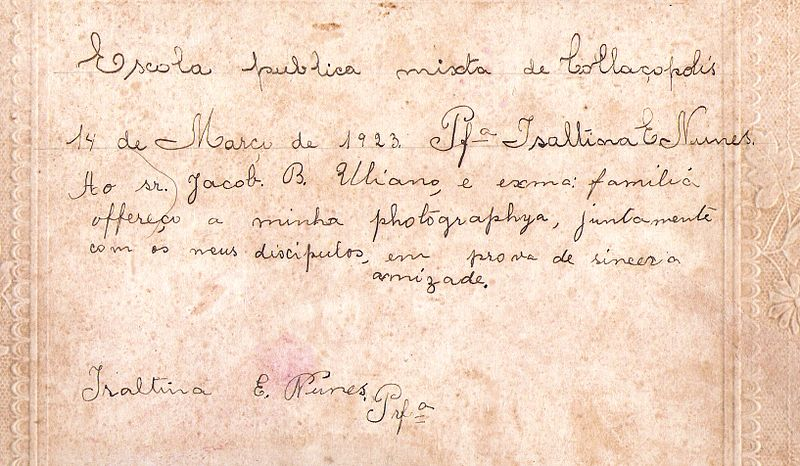
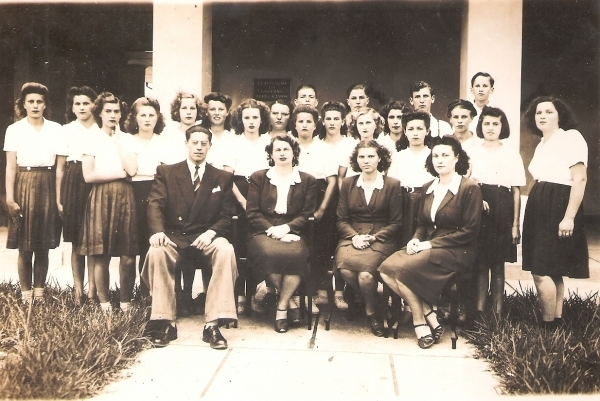
Formatura do curso complementar, em 1947. Da esquerda para direita, o professor Valmor Uliano, a diretora Olga Horn de Arruda e as professoras Jandira Bez e Edite Rogério